# Селашу-де-Сус (комуна)
Селашу-де-Сус (рум. Sălașu de Sus) — комуна у повіті Хунедоара в Румунії. До складу комуни входять такі села (дані про населення за 2002 рік):
- Зевой (132 особи)
- Короєшть (219 осіб)
- Мелеєшть (157 осіб)
- Нукшоара (348 осіб)
- Охаба-де-суб-П'ятре (250 осіб)
- Парош (346 осіб)
- Пештера (61 особа)
- Риу-Алб (218 осіб)
- Риу-Мік (186 осіб)
- Селашу-де-Жос (285 осіб)
- Селашу-де-Сус (580 осіб) — адміністративний центр комуни

Комуна розташована на відстані 274 км на північний захід від Бухареста, 40 км на південь від Деви, 149 км на південь від Клуж-Напоки, 136 км на схід від Тімішоари, 148 км на північний захід від Крайови.

## Населення
За даними перепису населення 2002 року у комуні проживали 2782 особи.
Національний склад населення комуни:
| Національність | Кількість осіб | Відсоток |
| -------------- | -------------- | -------- |
| румуни         | 2764           | 99,4%    |
| цигани         | 10             | 0,4%     |
| угорці         | 8              | 0,3%     |

Рідною мовою назвали:
| Мова      | Кількість осіб | Відсоток |
| --------- | -------------- | -------- |
| румунська | 2768           | 99,5%    |
| угорська  | 8              | 0,3%     |
| циганська | 6              | 0,2%     |

Склад населення комуни за віросповіданням:
| Релігія            | Кількість осіб | Відсоток |
| ------------------ | -------------- | -------- |
| православні        | 2411           | 86,7%    |
| баптисти           | 185            | 6,6%     |
| п'ятдесятники      | 59             | 2,1%     |
| адвентисти         | 55             | 2,0%     |
| греко-католики     | 27             | 1,0%     |
| римо-католики      | 15             | 0,5%     |
| атеїсти            | 4              | 0,1%     |
| реформати          | 3              | 0,1%     |
| мусульмани         | 1              | < 0,1%   |
| не вказали релігію | 3              | 0,1%     |